# Sadlermiuts
Les Sadlermiuts, Sallirmiuts ou Sagdlirmiuts étaient un groupe inuit qui habitaient les îles Southampton (l'île Salliq en inuktitut, d'où le nom de Sallirmiuts), Coats et Walrus situées dans la baie d'Hudson au Canada. Le principal établissement est Coral Harbour qui est nommé Salliq en inuktitut moderne et qui était appelé Sadlerk autrefois, d'où le nom de Sadlermiuts. Ils sont souvent considérés comme étant les derniers représentants de la culture de Dorset étant donné qu'ils avaient conservé une culture et un dialecte distincts des Inuits du continent. Cependant, dans les faits, leur culture et leurs traditions semblent davantage présenter une combinaison d'éléments des cultures de Dorset et de Thulé.

## Histoire
Entre 1902 et 1904, une épidémie de dysenterie et/ou de typhus sévit dans l’Arctique canadien, introduite par une baleinière écossaise. Elle finit par décimer les Sadlermiuts de l'île de Southampton qui fut plus tard repeuplée par les Aivilingmiuts.

## Origines
Des études génétiques ont permis de déterminer que, contrairement à ce que leur dialecte et leur culture auraient pu le laisser penser, les Sadlermiuts ne constituent pas la dernière branche d'ancêtres de culture saqqaq et dorset mais sont issus d'une ethnie génétiquement inuit.

## Mode de vie
Selon leurs voisins  Aivilingmiuts, ce peuple utilisait des outils de silex taillés (et non en serpentine ou en ardoise) et n'observaient les tabous culturels habituels des inuits. Ils parlaient également une autre langue.